# إيما هاوسون
إيما هاوسون (بالإنجليزية: Emma Howson)‏ هي مغنية أوبرا ومغنية أسترالية، ولدت في 28 مارس 1844، وتوفيت في 28 مايو 1928.